# 四家屯街道
四家屯街道，是中华人民共和国辽宁省葫芦岛市兴城市下辖的一个乡镇级行政单位。

## 行政区划
四家屯街道下辖以下地区：
四家屯社区、四家村、邴家村、周家村和纪家村。